# Функционална писменост
Функционална писменост је могућност да се исправно чита, пише и говори уз разумевање, као и познавање потребних вештина споразумевања. Данас, појам обухвата и основно познавање рада на персоналном рачунару као и разговорно познавање неког од светских језика. 